# Frustuna församling
Frustuna församling är en församling i Domprosteriet i Strängnäs stift. Församlingen ligger i Gnesta kommun i Södermanlands län. Församlingen utgör ett eget pastorat. 

## Administrativ historik
Församlingen har medeltida ursprung och skrevs Frötuna på 1300-talet, och har sitt namn efter guden Frej. Frustuna by låg på kullen väster om kyrkan där några av byns hus ännu finns kvar, bland annat en parstuga från 1700-talet. Prästgården ligger i Frönäs bredvid kyrkan, nuvarande boningshus är från 1875 och fungerar nu som prästgård. En arrendatorsbostad uppfördes 1915 längre söder om kyrkan.
Under perioden 1959 till 1992 var församlingens namn Frustuna-Kattnäs församling efter att Kattnäs församling införlivats.
Församlingen var till 1959 moderförsamling i pastoratet Frustuna och Kattnäs för att därefter efter sammanslagning utgöra ett eget pastorat. Från 1976 till 1980 moderförsamling i pastoratet Frustuna-Kattnäs, Lästringe, Torsåker, Sättersta och Bogsta. Från 1980 till 1992 Frustuna-Kattnäs och Lästringe.
Den 1 januari 1992, samtidigt som Gnesta kommun utbröts ur Nyköpings kommun, överfördes ett område med 122 personer, motsvarande Torsåkers församling, till Frustuna-Kattnäs församling från Lästringe församling.

## Kyrkor
- Frustuna kyrka
- Kattnäs kyrka
- Torsåkers kyrka

## Series pastorum
- Jöns Ragvaldsson 1404
- Johan 1456
- Tomas Laurentii 1587-1593
- Nicolaus Erici Smolandus 1617-1628
- Johannes Mathiae 1630-1649
- Johannes Brigeri 1650-1667
- Johannes Jerling 1669-1689
- Johannes Tavänius 1690-1693
- Tomas Benedicti Carelius 1695-1730
- Johan Adolf Luuth 1730-1748
- Abraham Graffman 1748-1760
- Wiberg (avled före tillträde) 1762
- Lars Barvander 1763-1771
- Johannes Svenonis Flodman 1772-1777
- Hans Graffman 1778-1795
- Carl Gustaf Ljungqvist 1795-1817
- Erik Adolf Enhörning 1818-1830
- Daniel Erenfrid 1832-1849
- Carl Sandstedt 1852-1878
- Petrus Agrell 1875-1911
- Carl Persson 1913-1947
- Sigurd Håkansson 1948-1956
- Folke Tyrbjörn 1957-1973
- Eric Åkerberg 1973-1980
- Leif Tiström 1980-1986
- Sigrid Evstedt 1986-1990
- Lennart Ankartun 1990-2002
- Katariina Sjöblom    -2012